# Mark Cavendish
Mark Simon Cavendish (Douglas, 1985. május 21. –) brit profi kerékpáros. Jelenleg az Astana Qazaqstan Team versenyzője. A Tour de France-on 35 szakaszgyőzelmet szerzett. 2011-ben és 2021-ben ő nyerte a zöld trikót. A 2010-es Vuelta a Espana-n 4 szakaszt nyert és 2010-ben ő nyerte a zöld trikót. 2011-ben megnyerte a koppenhágai világbajnokságot.

## Sikerei

### Pályakerékpárosként
2005
- Pályavilágbajnokság, madison versenye
  -  Világbajnok
- Pálya Európa-bajnokság, madison versenye
  -  Európa-bajnok

2008
- Pályavilágbajnokság, pontverseny
  -  Világbajnok

### Országúti kerékpárosként
| 2006 - Tour of Berlin - 2., Összetett versenyben - Pontverseny győztese - 1., 4. szakasz - 1., 5. szakasz 2007 - Volta a Catalunya - 1., 2. szakasz - 1., 6. szakasz - Eneco Tour - Pontverseny győztese - 1., 2. szakasz - Danmark Rundt - Pontverseny győztese - 1., 6. szakasz - Tour of Britain - Pontverseny győztese - 1., Prológ - 1., 1. szakasz 2008 - Tour de Romandie - 1., Prológ - Giro d’Italia - 132., Összetett versenyben - 1., 4. szakasz - 1., 13. szakasz - 2., 12. szakasz - 2., 17. szakasz - Tour de France - 1., 5. szakasz - 1., 8. szakasz - 1., 12. szakasz - 1., 13. szakasz - Tour de Missouri - Pontverseny győztese - 1., 1. szakasz - 1., 2. szakasz - 1., 6. szakasz 2009 - Tour of Qatar - 1., 4. szakasz - 1., 6. szakasz - Tirreno–Adriatico - 1., 7. szakasz - Milano-Sanremo - 1. hely - Giro d’Italia - 1., 1. szakasz (Csapatidőfutam) - 1., 9. szakasz - 1., 11. szakasz - 1., 13. szakasz - 2., 2. szakasz - Tour of California - Pontverseny győztese - 1., 4. szakasz - 1., 5. szakasz - Tour de Suisse - 1., 3. szakasz - 1., 6. szakasz - Tour de France - 131., Összetett versenyben - 1., 2. szakasz - 1., 3. szakasz - 1., 11. szakasz - 1., 12. szakasz - 1., 19. szakasz - 1., 21. szakasz - 3., 5. szakasz - Tour of Missouri - 1., 1. szakasz - 1., 2. szakasz | 2010 - Volta a Catalunya - 1., 2. szakasz - Tour de Romandie - 1., 2. szakasz - Tour de California - 1., 1. szakasz - Tour de France - 154., Összetett versenyben - 1., 5. szakasz - 1., 6. szakasz - 1., 11. szakasz - 1., 18. szakasz - 1., 20. szakasz - 2., 13. szakasz - Vuelta a Espana - 144., Összetett versenyben - Pontverseny győztese - 1., 1. szakasz (Csapatidőfutam) - 1., 12. szakasz - 1., 13. szakasz - 1., 18. szakasz - 2., 2. szakasz - 2., 7. szakasz - 2., 21. szakasz - 3., 5. szakasz 2011 - Tour of Oman - 1., 6. szakasz - Giro d’Italia - 1., 1. szakasz (Csapatidőfutam) - 1., 10. szakasz - 1., 12. szakasz - 2., 2. szakasz - Tour de France - 130., Összetett versenyben - Pontverseny győztese - 1., 5. szakasz - 1., 7. szakasz - 1., 11. szakasz - 1., 15. szakasz - 1., 21. szakasz - 2., 10. szakasz - Országúti Világbajnokság mezőnyversenye - Világbajnok |